# Kloteuforbia
Kloteuforbia (Euphorbia obesa) är en törelväxtart som beskrevs av Joseph Dalton Hooker. Euphorbia obesa ingår i släktet törlar, och familjen törelväxter.

## Underarter
Arten delas in i följande underarter:
- E. o. obesa
- E. o. symmetrica

## Bildgalleri

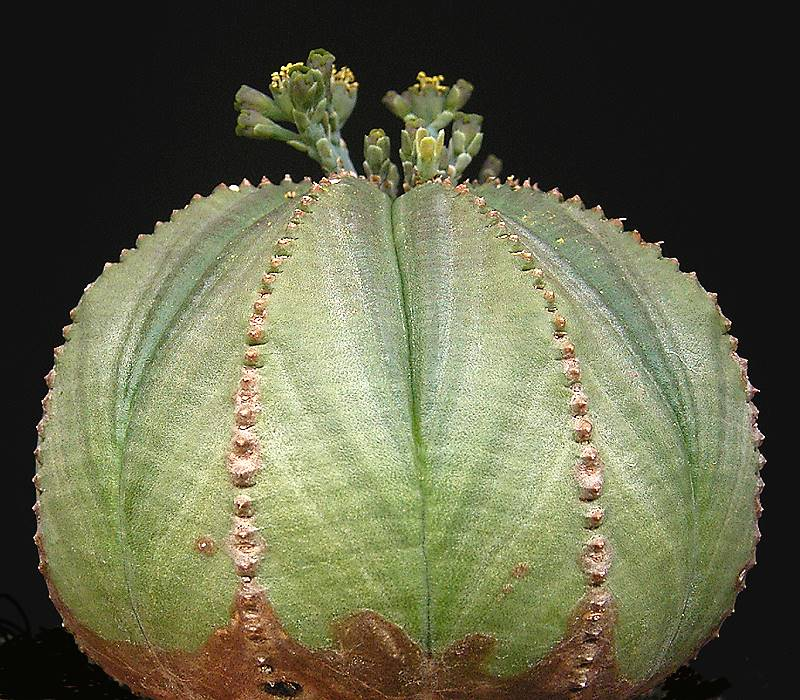
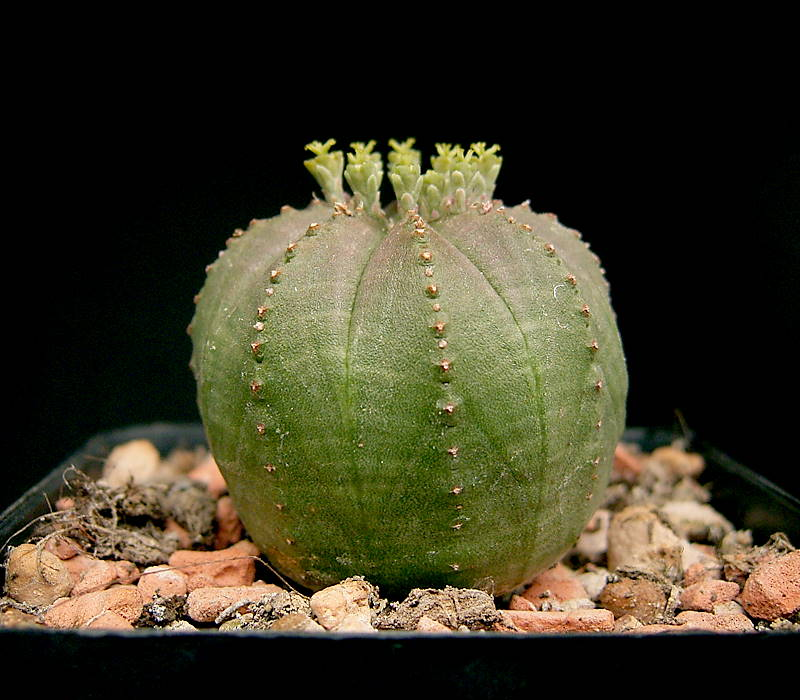
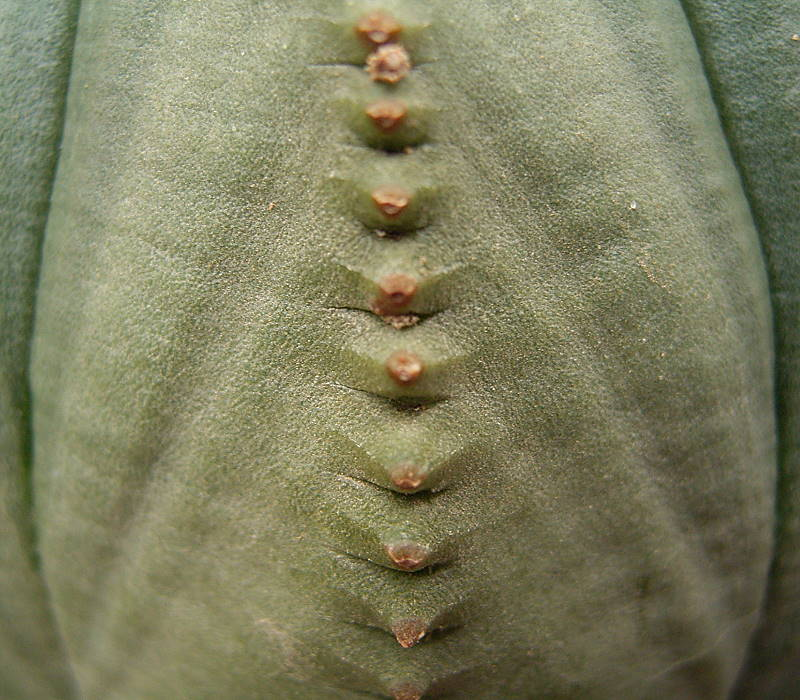
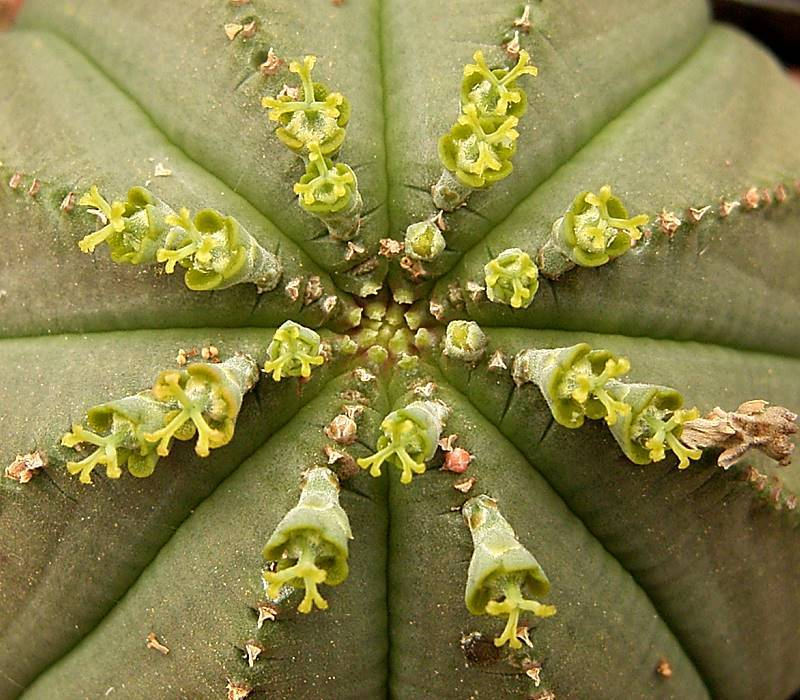
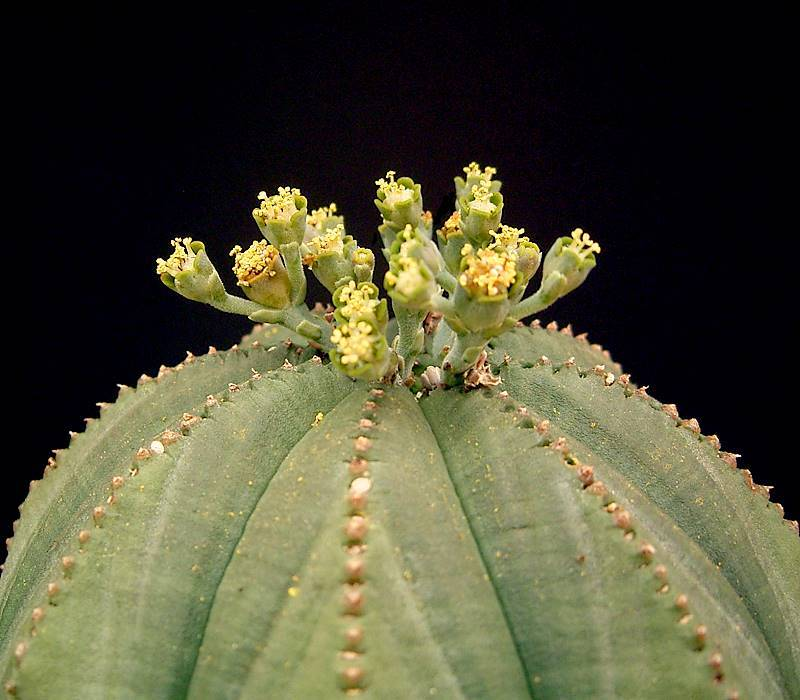
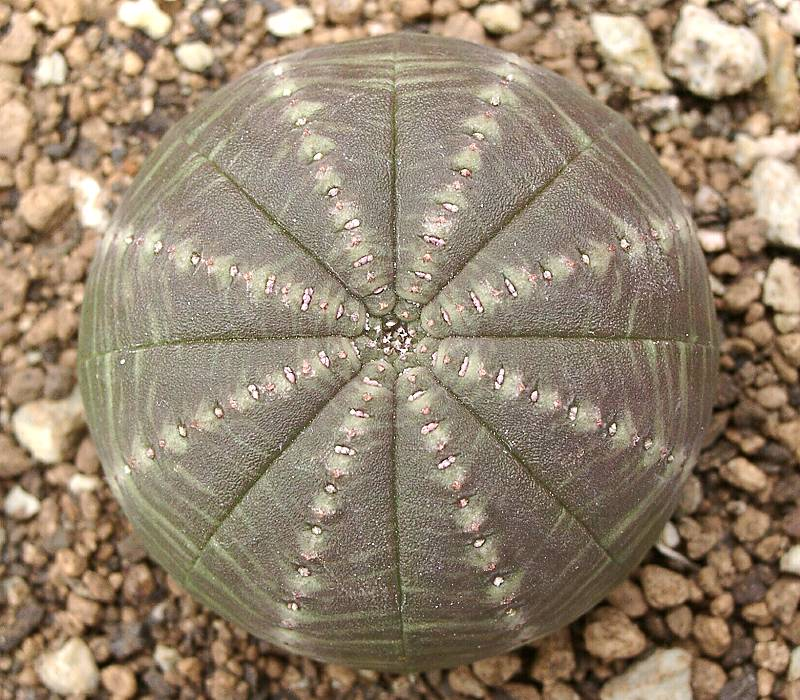